# Ike Gyokuran
Ike Gyokuran (池 玉瀾?  1727–1784) fue una pintora, calígrafa y poeta japonesa Bunjinga. Se hizo famosa en Kioto, Japón, mientras aún vivía, y sigue siendo una artista reconocida en el país.
Gyokuran nació de una larga relación extramatrimonial entre su madre, Yuri, y un criado de alto rango del gobernante shogun Tokugawa. Sus padres la llamaron Machi (町?). Cuando era niña, su profesor de pintura Yanagisawa Kien (1707-1758) le dio el nombre artístico de Gyokuran, que significa "Olas de joya". Gyokuran se casó con su compañero y también artista Ike no Taiga, y se la conoce de hecho por su nombre de casada Ike Gyokuran. Su apellido antes del matrimonio era Tokuyama, y también se la conoce como Tokuyama Gyokuran.

## Biografía
Al igual que su madre, Machi componía poesía waka, pero destacó fundamentalmente en pintura y caligrafía. Gyokuran comenzó a pintar a una edad temprana con el famoso pintor y literato Yanagisawa Kien, que asistía de forma regular a la casa de té de su madre. Es probable que él fuera quien le presentara a Ike Taiga, que más tarde se convirtió además en su maestro.
El esposo de Gyokuran, Taiga, le enseñó el estilo de pintura del movimiento nanga (pintura sureña), versión japonesa de un estilo chino. Gyokuran, a su vez, le enseñó a su esposo poesía en el estilo waka japonés, que ella dominaba con maestría.

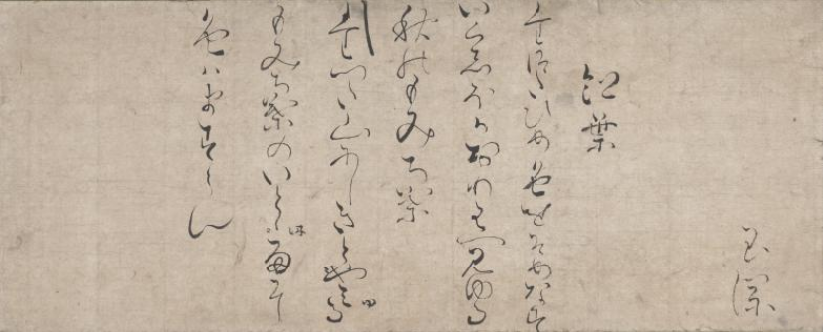
Dos poemas de otoño, segunda mitad del siglo XVIII

La pareja era famosa por su excentricidad. Crearon arte juntos, influenciándose mutuamente, y también eran conocidos por tocar música juntos por placer, como iguales. Esto resultaba inusual en un país en el que las mujeres todavía eran consideradas inferiores a los hombres. Hay constancia de que Gyokuran no se afeitaba las cejas, como era costumbre entre las mujeres casadas en ese momento.

## Carrera e impacto

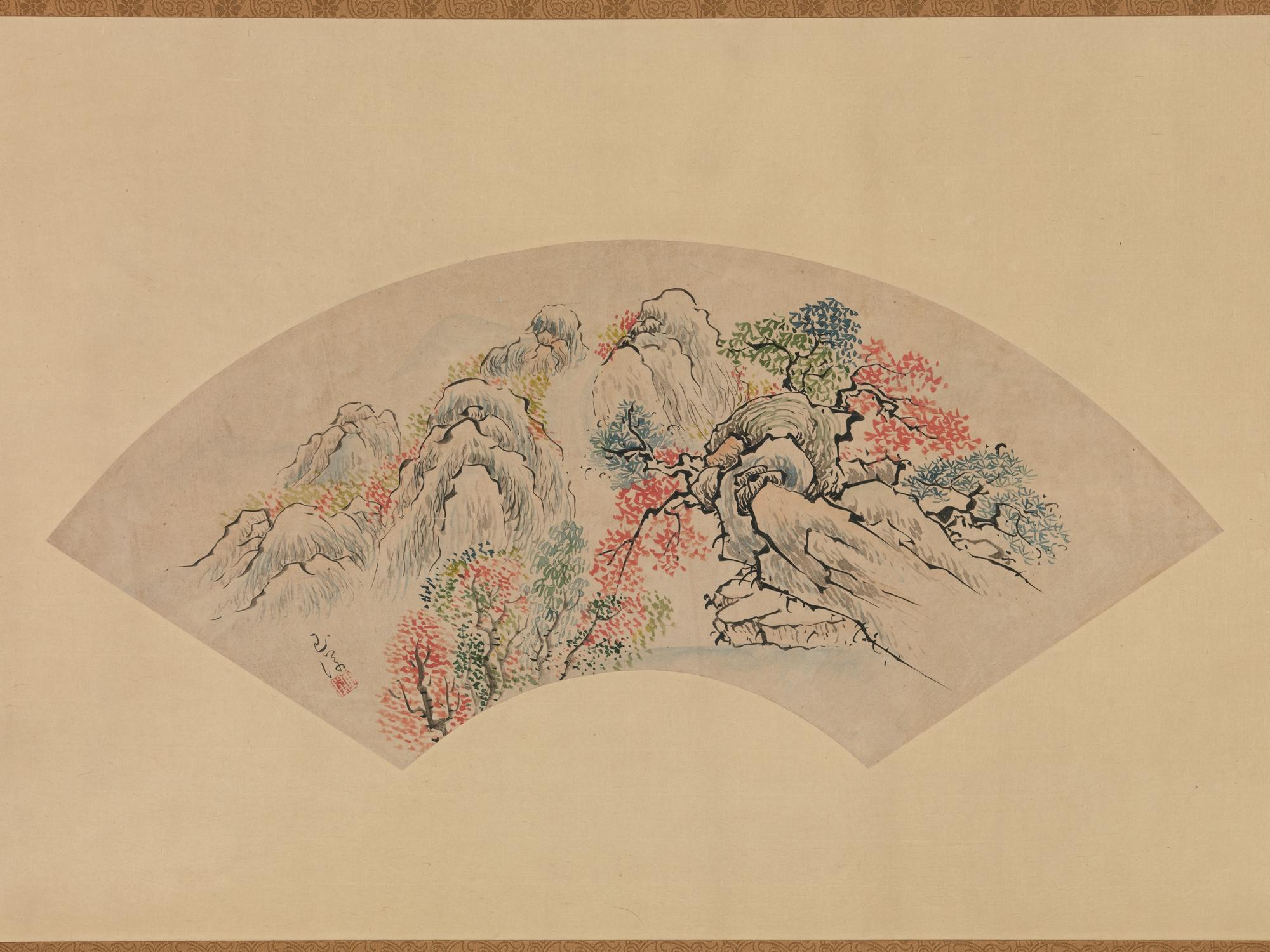
Ike Gyokuran, abanico montado como pergamino colgante; tinta y color sobre papel. Museo Metropolitano de Arte.

Gyokuran pintó biombos plegables y puertas correderas, pergaminos de mano, pergaminos colgantes y abanicos. También pintaba a menudo pequeñas escenas, en las que inscribía sus poemas con caligrafía."Era excepcionalmente raro que las mujeres en el Japón del siglo XVIII fueran pintoras", según Anne d'Harnoncourt, directora del Museo de Arte de Filadelfia. Gyokuran y su esposo Taiga se dedicaron a hacer arte, vivían con poco dinero y, a veces, colaboraban en obras de arte. Gyokuran vivía con Taiga en un pequeño estudio al lado del Santuario Gion (hoy Santuario Yasaka) en Kioto. 
En 1910, sus versos se imprimieron junto con un grabado en madera de la casa de té Matsuya en el Santuario de Gion en Gion sanjo kashū (Colección de poemas de las Tres Mujeres de Gion).
Durante el Jidai Matsuri (Festival de las Edades) anual de Kioto, las mujeres jóvenes se visten como figuras femeninas prominentes de la historia de Kioto, y Gyokuran es una de las figuras que se reproducen.
El trabajo de Gyokuran se incluyó en un par de exposiciones vinculadas celebradas en Tokio en 2015, tituladas "Espléndidas artistas japonesas en el período Edo" en el Museo Conmemorativo de Kosetsu en Tokio y " Uemura Shoen y espléndidas artistas japonesas" en el Museo Yamatane de arte